# Jazz (Queen-album)
A Jazz a brit Queen rockegyüttes hetedik stúdióalbuma. 1978. november 14-én jelent meg. Producerei az együttes tagjai, valamint Roy Thomas Baker voltak. Az 1970-es évekre a Queen világszerte ismert sztárzenekarrá nőtte ki magát, állandó szereplői voltak a bulvárlapoknak, amelyek rendre az együttes, és főleg Freddie Mercury botrányairól cikkeztek. A következő albumukkal tovább akarták vinni a pár éve megkezdett folyamatot, mely szerint egyszerűsítik az együttes megszólalását a korai bonyolult zenéjükhöz képest. Ennek ellenére producernek Roy Bakert, a korábbi túlprodukált hangzásuk kialakításában nagy szerepet vállaló veterán producert kérték fel.
Baker hasznosította a más együttesekkel szerzett tapasztalatait a felvételek során, és közösen egy feszesebb tempójú, kevésbé túlhangszerelt, ugyanakkor zeneileg rendkívül sokszínű anyagot rögzítettek. A felvételek teljes egészükben külföldön zajlottak, rengeteg nézeteltéréssel és veszekedéssel, valamint rendszeres éjszakai mulatozással.
A lemezt a maga idejében meglehetősen negatívan fogadták a kritikusok, elmarasztalták a dalok minőségét, az együttes hozzáállását, amely szerint csak a haszonszerzés fontos nekik, nem a művészet – híressé vált Dave Marsh kritikája a Rolling Stone-ban, amelyben fasisztának nevezte az együttest. Az albumot és a dupla A-oldalas „Fat Bottomed Girls”/„Bicycle Race” kislemezt megbotránkoztató módon reklámozták: ötven meztelenül kerékpározó lány részvételével versenyt rendeztek, lefilmezték és lefényképezték a versenyt, a filmet videóklipként, a képeket pedig a borítóba rejtett posztermellékletként használták fel (Amerikában mindkettőt cenzúrázták). Mindazonáltal napjainkban sokkal enyhébben ítélik meg a kritikusok, sőt egyesek az együttes egyik legjobb lemezének tartják.

## Háttér
Az együttes az 1970-es évek közepétől egyre slágeresebb zenét játszott, és ezzel párhuzamosan egyre népszerűbb lett világszinten is. Az 1977-ben megjelent News of the World album, és az arról megjelenő „We Are the Champions”/„We Will Rock You” kislemez nemzetközi siker volt, még Amerikában is sikerült feltörniük. A lemez szándékosan spontánabb, rockorientáltabb volt az elődeinél, mert az együttes véleménye szerint egy egyszerűbb albumot könnyebben megért a közönség, és ezáltal sikeresebb lehet. Ezúttal teljesen önállóan, producer nélkül dolgoztak, illetve a régóta ismert egykori hangmérnök, Mike Stone volt a társproducerük. További változás volt a környezetükben, hogy közös megegyezéssel szakítottak John Reid produkciós cégével (a menedzser időhiány miatt nem tudta egyszerre a Queen és Elton John ügyeit intézni), és ettől kezdve az együttes ügyeit saját cégeik, a Queen Music Ltd., a Queen Productions Ltd. és a Queen Films Ltd. közbeiktatásával tulajdonképpen önmaguk intézték. A menedzser az együttes minden ezután befolyó jogdíjából öt százalékos részesedést kapott.
Ezekre az időkre a hírnevükkel párhuzamosan az együttest körülvevő botrányok is megsokasodtak. Míg Brian May gitáros és John Deacon basszusgitáros visszafogott családi életet éltek, addig Roger Taylor dobos és Freddie Mercury énekes az éjszakai élet ismert alakjai, a bulvársajtó állandó szereplői voltak. Mercury különösen kitűnt ebben, ekkorra már elég gazdag volt ahhoz, hogy bármit megtegyen, amihez kedve volt, és meggondolatlan szavait gyakran idézték az újságok. Ekkoriban szakított egykori barátnőjével, Mary Austinnal, és kialakult körülötte egy meleg barátokból álló társaság, akikkel gyakran éjszakákon át mulatozott. 1977-ben Tony Stewart újságíró riportot készített vele, és az NME hasábjain egy gúnyos cikket jelentetett meg, amelyben kigúnyolta az énekes balettimádatát és hozzáállását a szórakoztatóiparhoz. Stewart később azt nyilatkozta, hogy Mercury nagyon lekezelő volt vele az interjú során, és hogy „elvesztette a realitásérzékét”. Ettől kezdve Mercury és az együttes tagjai nagyon elutasítóak lettek az újságírókkal szemben, és legendásan bizalmatlanná vált a kapcsolatuk a médiával, de a sajtó sem kedvelte az együttest.

## Felvételek
A lemez felvételei 1978 júliusában kezdődtek. Szívesen dolgoztak volna újra együtt Mike Stone-nal, mert a hosszú évek közös munkái után már az együttes ötödik tagjának tekintették, de ő magánügyei miatt nem tudott időt szakítani a közös munkára. Ekkor döntöttek úgy, hogy újra egykori producerüket, az együttes hangzásának kialakításában nagyban szerepet vállaló Roy Thomas Bakert kérik fel producernek. Baker volt a producere a The Cars nevű new wave együttes debütáló albumának, amely jelentős kereskedelmi és kritikai siker lett, ezért May elmondása szerint hatalmas önbizalommal tért vissza, mintha csak azt mondaná: „két hét alatt összeraktam a lemezt, és mekkora siker lett!” Az együttes a News of the World spontánabb hangzását akarta továbbvinni anélkül, hogy egyértelmű folytatást készített volna. A The Cars albumán Baker a korábbi stílusával ellentétben az erőteljes ének mellé minimalista hangszeres játékot rendelt – ezt a technikát akarták hasznosítani a Jazzen is.
Az 1978-ban bevezetett új adózási törvények úgy hozták, hogy az adózók az adó nagy részétől mentesülhettek, ha csak az év egy kisebb hányadában tartózkodnak Angliában. Ezt sok más zenekarral együtt a Queen is kezdettől fogva kihasználta, ezért innentől kezdve albumaikat nagyrészt, vagy teljes egészében külföldön vették fel. Első alkalommal dolgoztak külföldi stúdióban, és azt gondolták, hogy ezúttal kevesebb lesz a konfliktus a stúdióban, mint az eddigi albumaiknál. „De ugyanúgy veszekedtünk, mint azelőtt mindig” – mondta May, – „csak a kiváltó okok voltak mások”. 1991-ben a gitáros ezt mondta erről az időszakról egy interjúban: „Egy ideig utáltuk egymást. Néhányszor otthagytam az együttest – tudod, csak egy napra. Elmegyek, és nem jövök vissza! – kiáltottam.” A legtöbb probléma forrása a szerzőség kérdése volt, minden szerző a maga dalait akarta látni a lemezen és a kislemezeken, illetve a saját maga által jónak vélt megoldásokat erőltette a felvételek során. Ahogy Mercury megjegyezte, olyanok voltak a stúdióban, mint „négy harcoló kakas”. „Abban az időszakban teljesen elmerültünk a saját dolgainkban, és utáltuk azt, amit a másik csinál” – mondta May. – „Hogy őszinte legyek, akkoriban semmit sem toleráltunk, ami túlesett a látókörünkön.”
A felvételeket a svájci Montreux városában, a Mountain Studiosban kezdték el. Ekkor dolgoztak először ezen a helyen, és nagyon megtetszett nekik a környék nyugalma, ezért később meg is vették a stúdiót, és több lemezüket itt vették fel. Furcsa módon a stúdióban a vezérlőszoba más emeleten volt a felvevőteremhez képest (a legtöbb stúdióban egy plexiüveg választja el azt a két termet), és a producer csak a hangszórókon tudott kommunikálni az együttessel. Mercurynak nem tetszett ez a megoldás, mert megszokta, hogy látja a producer arckifejezését is, ezzel árnyalva, hogy mi a véleménye az éppen felvett részekről, ezért zárt rendszerű kamerarendszert telepíttettek a termekbe, hogy láthassák egymást. A felvételek szüneteiben sok időt töltöttek az éves Montreux Jazz fesztiválon, ami végül a lemez címét is ihlette. A felvételek egy pontjánál áttelepültek a franciaországi Nizza városa mellett található Super Bear stúdióba.
Szokás szerint a dalok egy részét már hozták a stúdióba, a másik részét a felvételek során írták meg, különböző forrásokból merítve inspirációt. Mercury például a nizzai hotelszoba ablakán kitekintve megpillantotta az éppen arra haladó Tour de France versenyt, és ez adta az ötletet a „Bicycle Race” című dalhoz. May a „Fat Bottomed Girls” című dalt Mercuryra gondolva írta: „ez van, ha van egy nagyszerű énekesed, aki szereti a nagy hátsójú lányokat és fiúkat”. Egy alkalommal, amikor Montreux-ben vihar volt, May hirtelen ötlettől vezérelve kirakott a szabadba egy felvevő készüléket, és rögzítette vele a mennydörgés hangját, amelyet később a „Dead on Time” című dal végére vágott. Az album borítóján, a közreműködők között meg is említették: thunderbolt courtesy of God (azaz „mennydörgés Isten jóvoltából”). Baker 1982-ben, amikor visszaemlékezett erre az időszakra, azt mondta: „az egész sokkal kevésbé a dalokról szólt, inkább a helyi éjszakai életről. Minden áldott este lementünk abba a sarki klubba, ahol a legcsodálatosabb sztripperek voltak, befejeztük a felvételt tizenegy órakor, megnéztük a táncosnőt, majd újra visszamentünk a felvételekhez.”

## Zenei stílus
A Jazz az együttes egyik zeneileg sokszínű albuma, ahol több elemző szerint a négy különböző stílusú dalszerző már-már elrontja az összhatást. Az együttes két fő dalszerzője ekkor még mindig Mercury és May volt, előbbi öt, utóbbi négy dalt írt a lemezre, mögöttük elmaradva Taylor és Deacon két-két dallal képviseltették magukat (a kritikusok általában az utóbbi kettő dalait marasztalták el legjobban). A lemez hangzása némileg hasonlít Baker korábbi munkájára a The Cars együttessel: hideg és letisztult, nagy formátumú kórussal és összezsúfolt hangszereléssel. A dalok nagy része megszokott módon elektromos gitár és zongora kettősére alapul: May kivétel nélkül mindenhol a saját készítésű Red Special gitárján játszott, Mercury pedig – a tizenhárom dalból hatban – egy Steinway hangversenyzongorán zongorázott.
A bevezető „Mustapha” Mercury szerzeménye, igen furcsa módon indítja az albumot, mert a dal javarészt értelmetlen halandzsából, összefüggéstelen arab és angol nyelvű mondatrészekből áll, nehéz hangszeres kísérettel. A „Fat Bottomed Girls” May szerzeménye, dübögő lábdobja, nyers gitárriffje, és részben a capella előadott éneke egyfajta country utánérzést kölcsönöz neki. A furcsának tartott, erősen szexuális tartalmú szövegét May azokra a lányokra gondolva írta, akik „a színpad mögött tartják az emberben a lelket. A gruppik és hasonlók.” A „Jealousy” csendes zongoraballada Mercurytól, amely egy féltékenységtől megtört emberről mesél, aki próbálja túlélni a megpróbáltatásait. A dalban May egy „öreg és olcsó” Hairfred akusztikus gitáron játszott; leszedte az eredeti húrlábat, és keményfa húrlábbal helyettesítette, majd a fém érintők anyagából kis darabkákat rögzített a húrok és a húrláb közé, amitől a gitár a szitáréhoz hasonló hangot adott. A „Bicycle Race” Mercury dala, első pillantásra egyszerűnek tűnő, de valójában igen bonyolult hangszerelésű és akkordmenetű dal. A közepén elhangzik egy instrumentális közjáték, ahol több különböző hangmagasságú és hangzású biciklicsengő szólal meg. Szövege több popkulturális utalást tartalmaz, például a Watergate-botrányra, vagy a Cápa és a Star Wars című filmekre. Jim DeRogatis szerint a biciklizés metafora a szexre. Az „If You Can’t Beat Them” Deacon vidám hangulatú pop-rock dala, amely egy összeesküvésről mesél egy régi mondáson keresztül: „ha nem tudod legyőzni őket, csatlakozz hozzájuk”. A „Let Me Entertain You” Mercury gyors hard rock szerzeménye, melyben arról a vágyáról énekel, hogy bármilyen eszközzel a közönséget akarja szórakoztatni.
A „Dead on Time” May kompozíciója, az egyik leggyorsabb, legagresszívebb dal, amelyet az együttes valaha felvett. A dalszöveg egy férfiról mesél, aki kifut az időből, értelem nélküli életét a sietség tölti ki, egészén a haláláig. Az „In Only Seven Days” Deacon szerzeménye, könnyed, akusztikus gitárral és zongorával kísért popdal. Egy férfiról szól, aki nyaralása során hét nap alatt szerelembe esik – a szöveg napról napra meséli el a történteket. A dalban Deacon ritmusgitározott. A „Dreamer’s Ball” May lassú, a századelőt idéző, szinte dzsesszes szerzeménye. A szövegben a mesélő a szerelmével eltöltött csodálatos éjszakáról mesél, amely az álmukban folytatódik tovább. A „Fun It” Taylor szerzeménye. Bár funk-szerű stílusával előrevetítette az együttes későbbi hangzását, általánosságban mégis az album leggyengébb dalának tartják buta szövege és kevésbé igényes hangszerelése – például az elektronikus dob – miatt. A „Leaving Home Ain’t Easy” May akusztikus dala, amelyet ő maga énekelt el. Arról mesél benne, milyen nehéz elhagynia az otthonát és a szeretteit, amelyre azonban életmódja miatt gyakran rákényszerül. A „Don’t Stop Me Now” Mercury gyors tempójú, vidám hangulatú dala, amelyben a hedonista életmódjáról (mások szerint szexuális energiáiról) énekel. A „More of That Jazz” Taylor szerzeménye, amelyet ő maga énekelt, és a legtöbb hangszeren ő is játszott, például maracast csörgetett. A végén az album több másik dalából hallható részlet.

## Megjelenés

A cenzúrázott borító

A lemez első kislemeze a dupla A-oldalas „Fat Bottomed Girls”/„Bicycle Race” lett, amely 1978. október 13-án jelent meg. A kritikusok fanyalogva fogadták, az NME szerint „a Queen beint a sajtónak”, más kritikusok a „Fat Bottomed Girls”-t szexistának nevezték. Több furcsa botrány övezte a megjelenését. A „Bicycle Race”-hez készítettek egy videóklipet, amelyben ötven meztelen nő részvételével bicikliversenyt rendeztek a londoni Wimbledon stadionban. A kislemez borítóján egy versenyző nőről készült kép szerepelt, ami Amerikában akkora ellenérzést váltott ki, hogy muszáj volt a későbbi kiadásokon fehérneműt retusálni a képre. Az eset jelentősen megtépázta az együttes hírnevét, az újságok gúnyolódtak rajtuk – az NME leközölt egy hátulról készült fényképet Mercuryról „Fat Bottomed Queen” aláírással –, a rajongók pedig megdöbbentek. „Ezzel elveszítettük hallgatóink egy részét” – mondta később May. – „Azt mondták, »Hogy tehettétek ezt? Nem illik a spirituális oldalatokhoz.« Én azonban azt mondom erre, hogy a testiség éppolyan része az embernek, mint a spirituális vagy intellektuális oldal. Nem kérek bocsánatot. Minden zene csak kerülgeti a nemiség témáját, némelyik elég közelről. A miénk nem. A mi zenénkben vagy sugalljuk, vagy félig tréfásan utalgatunk, de mindig ott van.” A kislemez Angliában a tizenegyedik, Amerikában a huszonnegyedik helyet érte el a slágerlistán.
Október 31-én, Halloween napján, az együttes nagyszabású partit adott, így ünnepelve az album felvételeinek elkészültét. Az ünnepség később híressé és hírhedtté, az együttes történetének egyik leginkább vitatott pontjává vált. A partit a New Orleans-i Fairmont Hotelban tartották, mintegy négyszáz meghívottal (az együttes sajtósát még azzal is megbízták, hogy járjon végig a francia negyed klubjaiban, és szedjen össze „minden elérhető nyomoroncot”), rendkívül extravagáns környezetben. Az együttes mindkét kiadója, az EMI és az Elektra képviselőit is meghívták. Évek elteltével sem teljesen tisztázott, hogy mi igaz a híresztelésekből, mindenesetre az elkövetkezendő hetekben a sajtó beszámolt róla, hogy a vendégek szórakoztatására sztriptíz táncosokat, tűznyelőket és kígyóbűvölőket hozattak, a pezsgős tálcákat félmeztelen pincérnők szállították, és egy sötét szobát is kialakítottak, hogy a cégvezetők elvonulhassanak a gruppikkal. Mark Mehler, a Circus magazin tudósítója így írt az eseményről: „Hirtelen megjelent egy csapat sztriptíztáncos. Közönséges, nagyseggű nők, kígyóbűvölők, transzvesztiták, mindenféle bizarr figura virágfüzérrel a nyakában, és elkezdtek peckesen föl-alá járkálni… Három hájas fekete nő vékony tangabugyiban riszálta magát, egy másik pedig azzal szórakoztatta a hápogó nagyérdeműt, hogy cigarettát dugott az erre a célra legritkábban használt egyik testnyílásába.” Jelentések szerint a mulatság összesen 200 ezer fontba került. Az évek folyamán a legenda csak növekedett, olyan híresztelések kerültek napvilágra, hogy hermafrodita törpék és meztelen iszapbirkózó lányok is jelen voltak, nyílt orgia zajlott, valamint, hogy tálcákon előre kikészítették a kokain csíkokat, és azt kínálgatták körbe. Bob Mercer, az EMI osztályvezetője is cáfolta a törpékről és a kokainról szóló híreszteléseket. Taylor később azt mondta, hogy az utóbbi túlzó állítások nem igazak, bár sok minden, amit híresztelnek, valóban meg is történt. Nem túl meggyőzően így cáfolta a kokaint felszolgáló törpéket: „Nem igaz. Vagy ha igen, és semmit sem láttam belőle. Egyébként lehet, hogy megtörtént.”
Maga az album 1978. november 14-én jelent meg, és a botrányokhoz mérten jól fogyott. Angliában hamar, a második héten elérte a második helyet a listán, de ugyanilyen gyorsan ki is került a legjobb tíz közül. Ettől függetlenül már előrendelésben több mint 300 ezer font hasznot hozott a kiadónak, ezért aranylemez lett. Amerikában a botrányok miatt rosszabbul szerepelt, mint az együttes albumai az utolsó években: a legjobb helyezése a hatodik volt, és viszonylag hamar, huszonhét hét után lekerült az eladási listáról. Még abban az évben platinalemez lett, ami egymillió példány feletti eladást jelent. Mindazonáltal 1979 márciusában a Billboard magazin elemzésében csalódást keltőnek nevezték, amiért csak kétmillió példányban kelt el, a megjósolt öt-hétmillió helyett. A Nielsen SoundScan felmérései szerint Amerikában 1991 és 2006 között mindössze 176 ezer példányban kelt el.
Még az 1977-es európai turnéjuk során látogatott el May és Taylor a Checkpoint Charlie-hoz, hogy megnézzék Kelet-Berlint. Taylor akkor látta meg azt a graffitit a berlini falon, amely az ihletet adta az album borítójához. A belső borítón a Mountain Studiosban az együttes felszereléséről készült fénykép volt látható, ezen tizennégy gitár, két dobfelszerelés, egy hangversenyzongora és egy nagy gong szerepelt. Volt még egy kihajtható nagy poszter is a borítóban, amely a meztelen kerékpáros nőkről készült csoportképet ábrázolta. Amerikában ebből probléma lett, ezért az ottani későbbi kiadásokban már csak egy kupon volt, amellyel igény esetén meg lehetett rendelni a posztert. A kiadó csalódott volt a borító miatt és nem örült a címnek sem, mert féltek, hogy a vásárlók azt hiszik, hogy az együttes a dzsessz felé fordult, és ez esetleg visszaveti a vásárlókedvet.

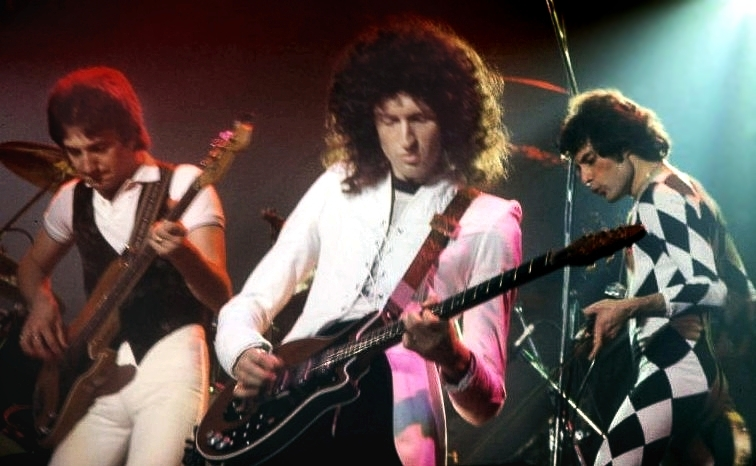
Az együttes 1977 novemberében

1979. január 26-án – jóval szolidabb felhajtás mellett – megjelent a második kislemez, a „Don’t Stop Me Now”. A sajtóban jóval pozitívabb kritikákat kapott (a Record Mirror Mercury énekhangját dicsérte, a Daily Mirror pedig potenciális slágernek tartotta), az angol slágerlistán a kilencedik, Amerikában a csalódást keltő nyolcvanhatodik helyet érte el. 1978 októbere és decembere között Amerikában, 1979 januárja és májusa között Európában és Japánban zajlott az album támogató turnéja. Az együttes egyre nagyobb arénákban, egyre monumentálisabb színpadképpel és megvilágítással játszott, elvesztve a közvetlen kapcsolatot a közönséggel, viszont a nagyobb kapacitás miatt több volt a bevétel is. Sokan kritizálták az egyre nagyobbá, mechanikusabbá váló, „arctalan” előadásokat, ennek kompenzálására Mercury igyekezett a közönséget még inkább belevonni az előadásba, gyakori együtténekléssel és társalgással, amelynek a rajongók örültek. Nagy visszhangot váltott ki az 1978. november 16-ai koncert a New York-i Madison Square Gardenben, ahol a „Fat Botomed Girls” előadása közben kilenc meztelen nő jelent meg a színpadon és vette körbe Mercuryt. A sajtó felkapta az esetet: „Milyen messzire tud elmenni a Queen, mire az emberek rájönnek, hogy nem csak a bicikliző szépségek meztelenek?” – kérdezte a Rolling Stone.

## Kritikai fogadtatás
| Kritikák             | Kritikák             |
| Forrás               | Értékelés            |
| -------------------- | -------------------- |
| Robert Christgau     | C+ (1978)            |
| Creem                | (kedvezőtlen) (1978) |
| Rolling Stone        | (kedvezőtlen) (1979) |
| Entertainment Weekly | B+ (1991)            |
| Classic Rock         | (2001)               |
| RS Album Guide       | (2004)               |
| Chicago Sun-Times    | (kedvező) (2006)     |
| Uncut                | (2011)               |
| AllMusic             | [ 17 ]               |

Megjelenésekor javarészt elmarasztaló és rosszindulatú kritikák érték. Negatívan írt róla az NME – „ha vannak siket rokonaid, karácsonyi ajándékként megvehetnéd nekik ezt a gyenge Gilbert & Sullivan-utánzatot” – és a Sounds is – „szeretném éppúgy kedvelni a Queent, mint a hetvenes évek elején, de lehetetlen”. Robert Christgau közepesre értékelte, megjegyezte, hogy „a címe ellenére nem teljesen undorító”, és hogy a „Bicycle Race” még vicces is. Dave Marsh, a Rolling Stone kritikusa később hírhedtté való, egészen rosszindulatú kritikáját így összegezte: „Bármit állítanak, a Queen nem csak azért van itt, hogy szórakoztasson. Ez az együttes elérte, hogy tisztán látszódjon, ki a felsőbbrendű és ki az alsóbbrendű. Himnusza, a »We Will Rock You« egy harci induló: »nem te ringatsz el minket, mi ringatunk el téged«. Valóban, a Queen lehet az első fasiszta rockzenekar. Az egésztől csodálkozás fog el, hogyan viselheti el bárki is ezeket a szerencsétleneket és a szennyes ötleteiket.” (Nem sokkal később, az 1979-es Rolling Stone Album Guide kiadványban már enyhült Marsh véleménye, a Jazzt „egy újabb bombasztikus bohózatnak” nevezte.) Mitchell Cohen, a Creem magazin írója is nagyon rossz véleménnyel volt a lemezről: „Még mindig megvetem a Queent, de a Jazzen hallható zene annyira abszurd és unalmas, tele buta ötletekkel és másolt attitűddel, hogy lehetetlen komolyan venni. […] Talán azt hiszik, hogy vicces ez a leplezetlen leereszkedés és az operai manírok, […] de számomra egyáltalán nem az.” Az amerikai Billboard magazin jóval kedvezőbben írt róla, megjegyezte, hogy Roy Thomas Baker visszatérésével a lemez a Queen korábbi munkáit idézi, hogy a dalok ismét feszegetik a stílusbeli határokat, és a mások által sokat szidott „Fat Bottomed Girls” és „Bicycle Race” dalokat a lemez legjobbjainak nevezte.
A visszatekintő kritikák már jóval pozitívabbak, és bár ugyanúgy megosztja a kritikusokat, többen mégis az együttes egyik legjobb lemezének tartják. 1991-ben Jim Farber, az Entertainment Weekly kritikusa az újra kiadott albumot B+ jelzéssel értékelte: „Jazz, vagy inkább csillám, ahogy tetszik. Tartalmazza a szörnyen nevetséges „Fat Bottomed Girls”-t.” 1994-ben a Q magazin négy csillagosra értékelte a lehetséges ötből, és azt írta róla: „a Jazz meglepően jó. […] valóban nagyszerű dalokkal, Mercury színpadias stílusában…” 2004-ben a Rolling Stone Album Guide kritikájában mindössze két csillagot kapott a lehetséges ötből, mint az együttes hanyatlásának kezdetét jelző album. 2006-ban Jim DeRogatis a Chicago Sun-Times hasábjain kedvező kritikát írt róla: „A Jazz még ma is zsigeri és izgalmas erőfeszítés, legfőképpen a tiltott örömökre való célozgatásai miatt. […] egyértelmű szexuális energia fut keresztül a tizenhárom számon, és mindegyikben több dallam van, mint amennyi más együttesek egész albumán […] Bár a punk-megszállott angol kritikusok lehúzták a megjelenésekor, utólag mégis úgy tűnhet, hogy a Queen azzal, hogy kitartott a saját szokatlanul egyedi és változatos víziója mellett, sokkal inkább megtestesítette a „punk” hozzáállást, mint a stílus sok akkori divatos követője.” Stephen Thomas Erlewine, az AllMusic írója négy csillagosra értékelte a lehetséges ötből. Erlewine szerint az együttest valóban megrészegítette a siker, de az önhittség, ami a News of the World albumon is jelen volt, itt a legnagyobb összetartó erőt jelenti a dalok között. William Ruhlmann kritikus ezt írta róla 1995-ben: „A kereskedelmi sikereik ellenére a Queen albumai „találat és elhibázás” ügyek, minden előrelépést (News of the World) látszólag egy visszalépés követ (Jazz). Hogy a címe mire utal, az sosem volt egyértelmű, és bár a „Bicycle Race”/„Fat Bottomed Girls” kislemeze kisebb sláger volt, mégsem tartozik az együttes emlékezetes erőfeszítései közé. Ezután elérkezett az ideje az új irányvonalnak, amelyre a Queen szerencsésen rátalált a The Game albumon.”

## Az album dalai
| 1. | Mustapha               | Freddie Mercury | 3:01 |
| 2. | Fat Bottomed Girls     | Brian May       | 4:16 |
| 3. | Jealousy               | Mercury         | 3:13 |
| 4. | Bicycle Race           | Mercury         | 3:01 |
| 5. | If You Can’t Beat Them | John Deacon     | 4:15 |
| 6. | Let Me Entertain You   | Mercury         | 3:01 |

| 7.  | Dead on Time            | May          | 3:23 |
| 8.  | In Only Seven Days      | Deacon       | 2:30 |
| 9.  | Dreamer’s Ball          | May          | 3:30 |
| 10. | Fun It                  | Roger Taylor | 3:29 |
| 11. | Leaving Home Ain’t Easy | May          | 3:15 |
| 12. | Don’t Stop Me Now       | Mercury      | 3:29 |
| 13. | More of That Jazz       | Taylor       | 4:16 |

| 1. | Fat Bottomed Girls (remix: Brian Malouf) | May     | 4:22 |
| 2. | Bicycle Race (remix: Junior Vasquez)     | Mercury | 4:29 |

| 1. | Fat Bottomed Girls (Single version)                     | 3:23 |
| 2. | Bicycle Race (Instrumental)                             | 3:09 |
| 3. | Don't Stop Me Now (With long-lost guitars)              | 3:34 |
| 4. | Let Me Entertain You (Live in Montreal, 1981. november) | 2:48 |
| 5. | Dreamer's Ball (Early acoustic take, 1978. augusztus)   | 3:40 |

| 6. | Bicycle Race (Promo Video performance, 1978)          |  |
| 7. | Fat Bottomed Girls (Live at Milton Keynes Bowl, 1982) |  |
| 8. | Let Me Entertain You (Live in Japan, 1979)            |  |

## Közreműködők
Jacky Gunn és Georg Purvis alapján.
| Queen - Brian May – elektromos gitár, háttérvokál, akusztikus gitár, ének - Freddie Mercury – ének és háttérvokál, zongora - John Deacon – basszusgitár, akusztikus és elektromos gitár - Roger Taylor – dob, ének és háttérvokál, ütőhangszerek, elektromos gitár, basszusgitár | Produkció - Queen – producer - Roy Thomas Baker – producer - Geoff Workman – hangmérnök - John Etchells – hangmérnök - Queen – borítóterv |  |

## Helyezések és eladások
| Ország                | Helyezés |
| --------------------- | -------- |
| Brit albumlista       | 2        |
| Amerika Billboard 200 | 6        |
| Ausztriai albumlista  | 8        |
| Franca albumlista     | 7        |
| Holland albumlista    | 6        |
| Japán albumlista      | 5        |
| Német albumlista      | 5        |
| Norvég albumlista     | 6        |
| Svéd albumlista       | 6        |
| Új-Zélandi albumlista | 20       |

| Ország                  | Eladási minősítés | Eladás     |
| ----------------------- | ----------------- | ---------- |
| Anglia (BPI)            | arany             | 100 000+   |
| Amerika (RIAA)          | 4× platina        | 4 000 000+ |
| Ausztria (IFPI Austria) | arany             | 10 000+    |
| Franciaország(SNEP)     | arany             | 176 300+   |
| Hollandia (NVPI)        | platina           | 50 000+    |
| Németország (BVMI)      | arany             | 250 000+   |
| Svájc (IFPI SVájc)      | platina           | 30 000+    |

Kislemezek
| Év   | Kislemez                               | GBR | AUT | BEL | FRA | GER | IRE | NLD | NOR | SWE | USA |
| ---- | -------------------------------------- | --- | --- | --- | --- | --- | --- | --- | --- | --- | --- |
| 1978 | Bicycle Race / Fat Bottomed Girls      | 11  | 51  | 15  | 7   | 27  | 10  | 5   | 7   | —   | 24  |
| 1979 | Don’t Stop Me Now / In Only Seven Days | 9   | —   | 23  | 50  | 35  | 10  | 16  | —   | 37  | 86  |

## Kiadás
| Ország  | Megjelenés dátuma  | Kiadó      | Formátum         | Katalógusszám                        |
| ------- | ------------------ | ---------- | ---------------- | ------------------------------------ |
| Amerika | 1978. november 14. | Elektra    | LP, magnókazetta | 6E-166 (LP) TC-5166 (kazetta)        |
| Anglia  | 1978. november 10. | EMI        | LP, magnókazetta | EMA 788 (LP)                         |
| Amerika | 1991. június 18.   | Hollywood  | CD, magnókazetta | HR-61062-2 (CD) HR-61062-4 (kazetta) |
| Anglia  | 1986. december     | EMI        | CD               | CDP 7 46210 2                        |
| Anglia  | 1994               | Parlophone | CD               | CDPCSD 133                           |
| Anglia  | 2011               | Island     | CD               | 277 176 7                            |